# Yesterday (Rose)
Die Rosensorte Yesterday wurde von Jack Harkness 1974 aus den lange eingeführten Elternsorten ('Phyllis Bide' × 'Shepherd's Delight') × 'Ballerina' gezüchtet. Sie hat Rispen mit 5 – 25 leicht duftenden, karminrot-violetten Blüten, die rosa verblassen – mit heller Mitte und gelben Staubgefäßen. Die Floribunda-Rose hat gesundes Laub und bildet einen etwa 1 m hohen, regelmäßigen Strauch.
'Yesterday' ist eine vielseitig einzusetzende, winterharte Sorte, die durch ihre dauerhaft remontierende Blüte in einer gemischten Staudenrabatte bis in den Herbst hinein einen farblichen Akzent bildet.

## Auszeichnungen
- Monza Gold 1974
- Baden-Baden Gold 1975
- ADR-Rose 1978
- RNRS Zertifikat 1993